# Le Mépris (roman)
Pour les articles homonymes, voir Le Mépris.
Le Mépris (Il disprezzo) est un roman italien d'Alberto Moravia publié en 1954.
Il est adapté au cinéma par Jean-Luc Godard dans Le Mépris en 1963.

## Résumé
Ricardo Molteni aime passionnément sa femme, Emilia, qu’il a épousée deux ans auparavant et qui a abandonné son travail de dactylo. Il se retrouve lourdement endetté par l’appartement qu’il a acheté pour lui faire plaisir car la vie dans une chambre meublée n'est pas un avenir pour une femme au foyer, dépendante et vulnérable socialement. Il doit donc mettre de côté ses ambitions d’écrivain et travaille prosaïquement comme scénariste. C'est un métier qu’il n’aime pas, qui sature son temps de travail et qui suffit à peine à les faire vivre. Petit à petit, au fil de la vie qui passe, par de petits indices de la vie quotidienne, des attitudes, un ton, Riccardo prend conscience du fait que sa femme a cessé de l’aimer. D'autant qu'Emilia a surpris son mari se faire voler un baiser par sa dactylographe... Le jour où Riccardo fait la connaissance du metteur en scène Rheingold chez le producteur Battista et se retrouve invité dans sa villa à Capri pour écrire l'adaptation de L’Odyssée, leurs problèmes d’argent semblent temporairement réglés.  Riccardo, qui voit un rapprochement entre sa situation de couple et celle d'Ulysse et de Pénélope, veut construire un scénario à partir de sa vie personnelle. La comparaison Ricardo / Ulysse et Emilia / Pénélope vient en support de l'analyse psychologique des personnages du roman et des affects liés aux événements. Pressée par les questions de son mari, Emilia finit par lui avouer la cause de ce désamour : elle le méprise…
Pour quelles raisons ce mépris ? Comment reconquérir Emilia ? Modernité de l'Odyssée d'Homère ou nécessité de l'actualiser ?

## Adaptations

### Au cinéma
- 1963 : Le Mépris, film français réalisé par Jean-Luc Godard, avec Michel Piccoli, Brigitte Bardot et Jack Palance.

### À la radio
- 1968 : adaptation par Jean Maurel pour Radio Luxembourg.